# Samhita
Samhitā (Sanskrit, f., संहिता IAST saṃhitā, „Sammlung“) ist im Hinduismus ein Überbegriff für „Textsammlung“ und wird sowohl im Veda, im Ayurveda als auch im Tantra verwendet.

## Samhitās im Veda
Die Veda und damit auch die Samhitās gehören zu den Shruti (Sanskrit, f., श्रुति IAST śruti, wörtl.: „das Gehörte“), das durch „das gehörte Offenbarte“, es sind die Offenbarungstexte, zu denen die Samhitās, Brāhmanas, Āraṇyakas und letztlich die Upanishaden zählen.
Im Zentrum der vedischen Religion stehen die im Veda dargebrachten religiösen Hymnen, so Opferrituale zugunsten der Gottheiten Indra, Agni und Vayu etc.
Die Samhitās des Veda bestehen größtenteils aus Hymnen und Mantren und bilden die älteste Textschicht. Jeder der vier Veden (Rigveda, Samaveda, weißer und schwarzer Yajurveda und Atharvaveda) hat seine eigene Samhitā.
Die bekannteste Samhitā ist die Rigveda-Samhitā (1200–900 v. Chr.). Die Hymnen sind an die vedischen Gottheiten Agni, Indra und Varuna gerichtet. Die Götterwelt ähnelt der der indogermanischen Götterwelt. Man bittet die Götter um Reichtum, Gold und Rinder und hofft von Krankheiten und sonstigem Übel verschont zu werden.

## Samhitās im Āyurveda
Eine der bekanntesten Samhitās des Āyurveda ist die Charaka-Samhitā, benannt nach dem indischen Arzt Charaka, dessen Werke im 8. Jahrhundert ins Arabische übersetzt wurden. Eine andere medizinische Samhitā ist die Charaka wohl als Vorlage dienende Sushruta-Samhitā, die von dem indischen Arzt Suśruta stammen soll und sich hauptsächlich mit chirurgischem Wissen beschäftigt.